# Güre, Edremit
Güre là một thị trấn thuộc huyện Edremit, tỉnh Balıkesir, Thổ Nhĩ Kỳ. Dân số thời điểm năm 2010 là 3.829 người.